# نيكولا ستارجن
نيكولا فيرغسون ستارجن (مواليد 19 يوليو 1970)، سياسية اسكتلندية شغلت منصب خامس وزير أول لاسكتلندا وزعيم الحزب الوطني الإسكتلندي منذ نوفمبر 2014. هي أول امرأة تتولى أي من هذين المنصبين. أصبحت ستارجن عضوًا في البرلمان الاسكتلندي منذ عام 1999، ابتداءً بكونها عضوًا إضافيًا في دائرة غلاسكو الانتخابية من عام 1999 إلى عام 2007 وعضو في دائرة غلاسكو ساوثسايد منذ عام 2007 (المعروفة بغلاسكو غوفان من عام 2007 إلى عام 2011).
عملت ستارجن، التي تخرجت من جامعة غلاسكو بشهادة القانون، محاميًا في غلاسكو. بعد انتخابها لعضوية البرلمان الإسكتلندي، شغلت على التوالي منصب وزير ظل للتعليم والصحة والعدل عن الحزب الوطني الإسكتلندي. في عام 2004، أعلنت عن ترشحها لتولي زعامة الحزب الوطني الإسكتلندي بعد استقالة جون سويني. مع ذلك، انسحبت فيما بعد من السباق لصالح أليكس ساموند، مترشحة لمنصب نائب الزعيم في قائمة مشتركة مع ساموند.
انتُخب الاثنان لاحقًا، وبما أن ساموند كان ما يزال عضوًا في مجلس العموم، تولت ستارجن قيادة الحزب الوطني في البرلمان الإسكتلندي من عام 2004 إلى عام 2007. فاز الحزب الوطني بأكبر عدد من المقاعد في البرلمان الإسكتلندي في انتخابات عام 2007 وعُين ساموند لاحقًا وزيرًا أول. عيّن ساموند ستارجن نائبًا أول للوزير الأول وأمين مجلس الوزراء للصحة والرفاهية. عُيّنت ستارجن أمين مجلس الوزراء للبنية التحتية والاستثمار والمدن في عام 2012. عقب هزيمة حملة نعم اسكتلندا في استفتاء استقلال اسكتلندا عام 2014، استقال ساموند وانتُخبت ستارجن بالتزكية زعيمًا للحزب الوطني الإسكتلندي في نوفمبر 2014 وعُيّنت فيما بعد وزيرًا أول.
قادت ستارجن الحزب الوطني الإسكتلندي إلى الانتخابات العامة في عام 2015 والتي حظي الحزب فيها بتأييد كبير، وسجل عددًا من التأرجحات الانتخابية بنسبة تجاوزت 30% عن حزب العمال، إذ فاز بنحو 56 من أصل 59 مقعد اسكتلندي وحل محل الديمقراطيين الليبراليين كثالث أكبر حزب في مجلس العموم البريطاني. في انتخابات عام 2016، عاد البرلمان الإسكتلندي بأغلبية مؤيدة للاستقلال مع الحزبين الوطني الإسكتلندي والخضر الإسكتلندي. على الرغم من افتقار الحزب الوطني الإسكتلندي لمقعدين من الأغلبية، أُعيد اعتباره الحزب الأكبر، نظرًا لامتلاكه أكثر من ضعف مقاعد المحافظين الاسكتلنديين، شغلت ستارجن منصب الوزير الأول لولاية ثانية، وشكلت حكومة أقلية من الحزب القومي الإسكتلندي. في استفتاء بقاء المملكة المتحدة ضمن الاتحاد الأوروبي لعام 2016، صوتت اسكتلندا بنسبة 62% على بقائها، على الرغم من حصول انسحاب المملكة من الاتحاد الأوروبي على نسبة 52% من الأصوات في جميع أنحاء المملكة. بعد التصويت لمغادرة الاتحاد الأوروبي، أذن البرلمان الإسكتلندي للحكومة الاسكتلندية بطلب أمر في إطار المادة 30 بإجراء استفتاء آخر بشأن الاستقلال.

## نشأتها وتعليمها
وُلدت نيكولا فيرغسون ستارجن في مستشفى ايرشاير المركزي في إيرفاين، في 19 يوليو 1970. وهي الأكبر بين ثلاث بنات وُلِدن لممرضة الأسنان جوان كير ستارجن (فيرغسون قبل الزواج، مواليد عام 1952)، والكهربائي روبن ستارجن (مواليد عام 1948). تنحدر عائلتها من أصول تعود لشمال شرق إنجلترا، وجدتها من ريهوب المعروفة حاليًا بمدينة سندرلاند.
نشأت ستارجن في بريستويك ودريغورن. التحقت بمدرسة دريغورن الابتدائية من عام 1975 إلى عام 1982 وأكاديمية غرينوود من عام 1982 إلى عام 1988. ثم درست القانون في جامعة غلاسكو، وتخرجت بشهادة البكالوريوس في القانون عام 1992 وحصلت على دبلوم في الممارسة القانونية المهنية. خلال فترة وجودها في جامعة غلاسكو كانت عضوًا نشطًا في الرابطة القومية الاسكتلندية لجامعة غلاسكو ومجلس ممثلي الطلاب في جامعة غلاسكو.
بعد تخرجها، أكملت ستارجن تدريبها القانوني في ماكلوري نايسميث، وهي شركة للمحامين في غلاسكو، في عام 1995. بعد تأهلها للعمل في مهنة المحاماة، عملت مع بيل اند كريغ، وهي شركة محاماة في ستيرلنغ، ثم في مركز درامتشابل القانوني في غلاسكو من عام 1997 حتى انتخابها للبرلمان الاسكتلندي في عام 1999.

## بداية العمل السياسي
كشفت ستارجن في مقابلة أُجريت معها على برنامج ساعة امرأة المُذاع على محطة بي بي سي أن مصدر الهامها لدخول العالم السياسي هو مارغريت ثاتشر، إذ نشأ لديها «شعور قوي بأنه كان من الخطأ أن تخضع اسكتلندا لحكومة المحافظين التي لم ينتخبها الشعب» نظرًا لارتفاع معدل البطالة في اسكتلندا في ذلك الوقت.
انضمت ستارجن إلى الحزب الوطني الاسكتلندي في عام 1986، وأصبحت عضوًا في حملة نزع السلاح النووي، وسرعان ما أصبحت نائب الجهة المنظمة لشؤون الشباب في الحزب ونائب الجهة المنظمة للشؤون الاعلانية. فازت لأول مرة بالانتخابات في الانتخابات العامة التي جرت عام 1992 بصفتها مرشحًا للحزب الوطني الإسكتلندي في دائرة غلاسكو شيتلستون، وكانت أصغر المرشحين البرلمانيين عمرًا في اسكتلندا، ولم تنجح في الحصول على المقعد.
خاضت ستارجن الانتخابات دون أن تنجح كمرشح للحزب الوطني الإسكتلندي عن دائرة إيرفاين الشمالية في مجلس مقاطعة كونينغهام في مايو 1992، وعن دائرة بايليستون/ ماونت فيرنون في مجلس ستراثكليد الإقليمي في عام 1994، وعن دائرة بريدجتون في مجلس مدينة غلاسكو في عام 1995.[بحاجة لمصدر]
في منتصف تسعينيات القرن العشرين، ذهبت ستارجن برفقة تشارلز كينيدي في زيارة لأستراليا لإجراء دراسة سياسية.
في الانتخابات العامة لعام 1997، جرى اختيار ستارجن للمنافسة على مقعد دائرة غلاسكو غوفان عن الحزب الوطني الإسكتلندي. كان من شأن التغييرات الحدودية زيادة مقاعد أغلبية حزب العمال الوطني بصورة ملحوظة. مع ذلك، فإن المواجهة بين المرشحين المتنافسين لترشيح حزب العمال، محمد ساروار ومايك واتسون، إلى جانب الحملة المحلية النشطة، أدى إلى أن تحظى دائرة غلاسكو غوفان بالمقعد الإسكتلندي الوحيد الذي شهد تحولًا بعيدًا عن حزب العمال وسط انهيار الحزب على  الصعيد الدولي. فاز ساروار بالمقعد بأغلبية 2,914 صوتًا. بعد ذلك بفترة وجيزة، عُينت ستارجن متحدثًا باسم الحزب الوطني الإسكتلندي لشؤون الطاقة والتعليم.

### انتخابات البرلمان الإسكتلندي عام 1999
خاضت ستارجن الانتخابات للبرلمان الاسكتلندي في أول انتخابات برلمانية اسكتلندية في عام 1999 بصفتها مرشحًا عن الحزب الوطني الإسكتلندي في دائرة غلاسكو غوفان. على الرغم من عدم فوزها بالمقعد، أُدرجت في طليعة القائمة الإقليمية للحزب الوطني الإسكتلندي لمنطقة غلاسكو، وبالتالي انتُخبت عضوًا في البرلمان الإسكتلندي. خلال فترة ولاية البرلمان الإسكتلندي، عملت ستارجن عضوًا في حكومة الظل التابعة لأليكس ساموند وجون سويني. كانت وزير ظل الأطفال والتعليم من 1999 إلى 2000، ووزير ظل الصحة والرعاية المجتمعية من 2000 إلى 2003، ووزير ظل العدل من 2003 إلى 2004. عملت عضوًا في لجنة التعليم والثقافة والرياضة ولجنة الصحة والرعاية المجتمعية.